# Silhouette (art)
Pour les articles homonymes, voir silhouette.

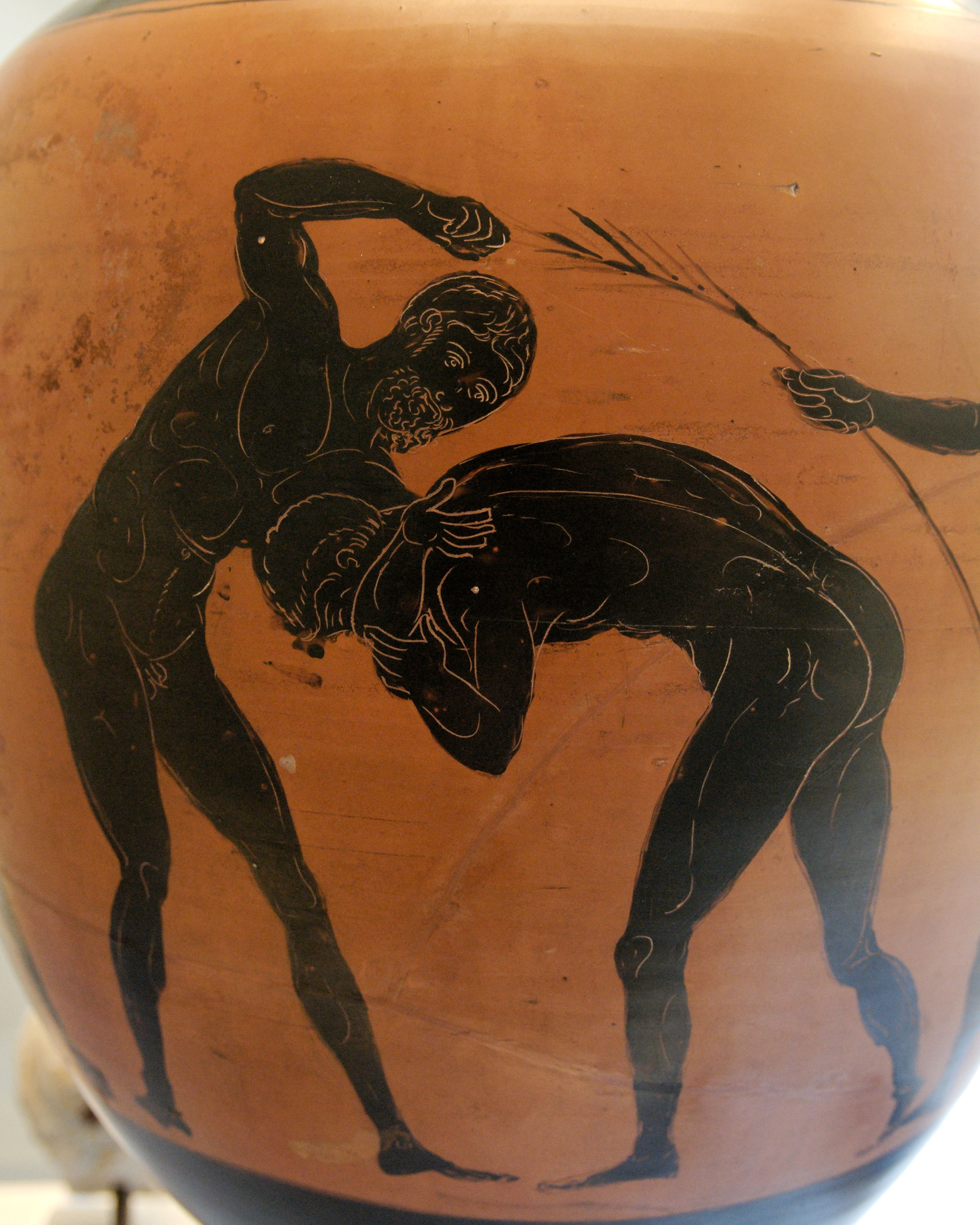
Silhouettes sur une céramique attique à figures noires.

Une silhouette est une peinture, une photographie, réalisée par un trait de contour tracé autour de l'ombre projetée du visage ou du corps du sujet.

## Historique

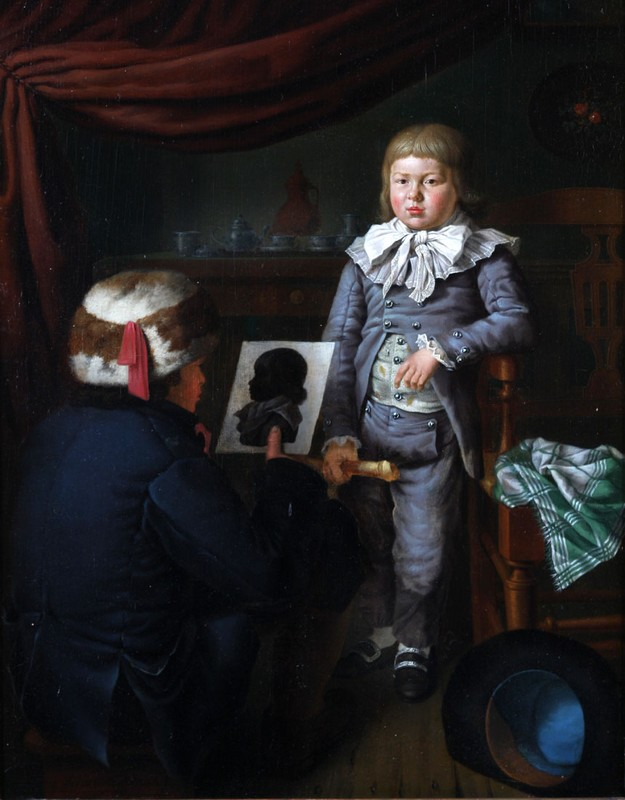
Jacob Schwartzenbach, Un artiste peignant le portrait en silhouette d'un jeune garçon en train de poser, 1798

L’origine de l’art de l’ombre est très ancienne et certains le font remonter à la légende, racontée par Pline l'Ancien, de Dibutade fille du potier corinthien Boutadès, dessinant, sur le mur, pour garder son image, l’ombre de son amant qui s’en va. Le mythe  fut considéré au début XVIIIe siècle comme l’origine de la peinture et donna lieu à de nombreux tableaux. 
Le portrait à la silhouette est un portrait en général de profil, mais cela peut être aussi un ou des personnages en pied, réalisé soit en découpant du papier, soit peint à l’encre de Chine sur du papier blanc le plus souvent, parfois sur ivoire, soit enfin par peinture sur verre. 
Différentes techniques ont été utilisés comme projeter le tracé de l'ombre sur une surface claire grâce à une bougie, l'utilisation d'une camera obscura, ou d'un Pantographe avec découpe mécanique, instrument et technique qui donneront naissance au Physionotrace.  
Les portraits dit « à la silhouette » apparurent à la fin du XVIIe siècle et au début du XVIIIe siècle.
Cet art, appelé aussi art de l'ombre, tire son nom d’Étienne de Silhouette, nom qui se répandit dans de nombreux autres pays. Pour certains, l’origine s’explique par le fait que ses ennemis donnèrent son nom à des dessins le représentant en quelques traits, pour d’autres parce qu’Étienne de Silhouette s’amusait à dessiner les portraits de ses invités sur les murs de son château de Bry-sur-Marne.
À Genève, l’art de la Silhouette se popularise grâce à Jean Huber, qui œuvre sans dessin préalable. Ses « tableaux en découpures » l'ont rendu célèbre, de même que ses caricatures irrévérencieuses de Voltaire.  

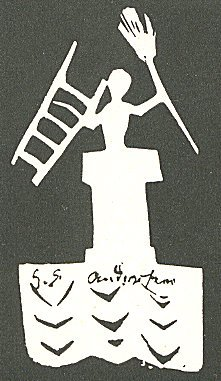
Silhouette par Hans Christian Andersen (avant 1875).

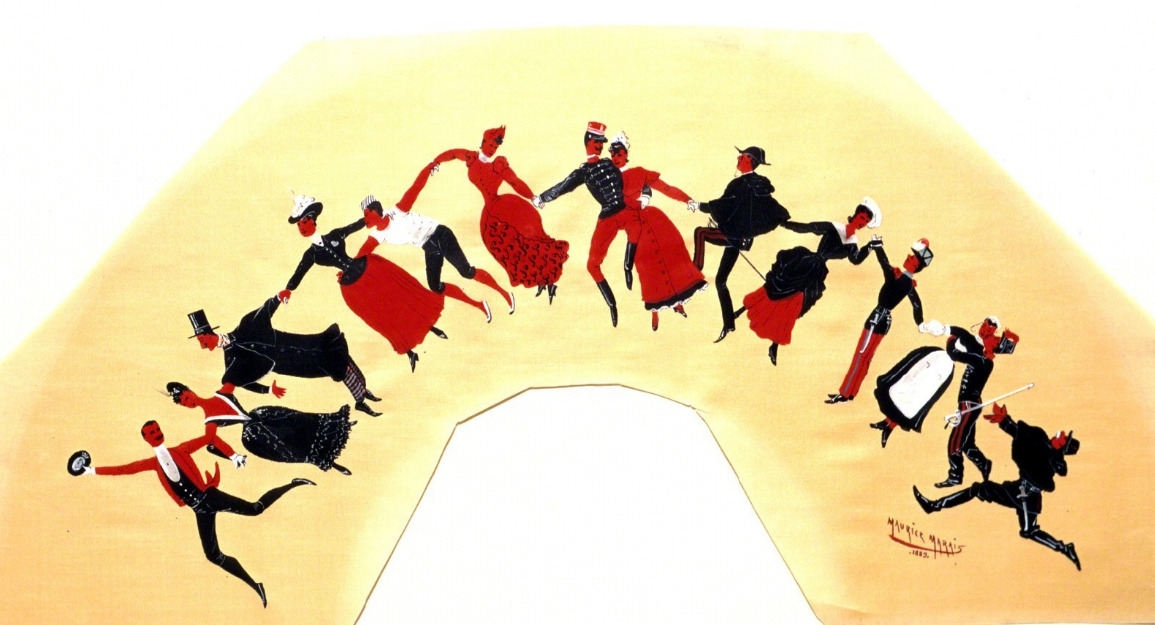
Maurice Marais, Silhouettes fantaisistes (1889).

Cela devint aussi un passe-temps, Goethe ou Hans Christian Andersen ont réalisé de nombreuses silhouettes en papier découpé. Pour Andersen on peut parler de contre-silhouette puisqu'il les réalisait le plus souvent de face et sur papier blanc. 
Les familles royales, princières membres de l'aristocratie, célébrités ou grand bourgeois se firent tracer leur silhouette. Il existe ainsi des silhouettes de Voltaire, Mozart, etc. 
Johann Kaspar Lavater par son livre L’Art de connaître les hommes par la physionomie qui contient de nombreux profils en silhouette contribua beaucoup au développement de cet art.  
La mode connut une grande vogue dans la première moitié du XIXe siècle dans de nombreux pays : France, Allemagne, et dans les pays anglo-saxons.
En France, cet art n'y trouva jamais la réputation qu'il eut dans d'autres pays et on connaît peu de noms d'artistes. François Gonord, un des premiers silhouettistes français ou August Edouart qui fit l'essentiel de sa carrière au Royaume-Uni et aux États-Unis, sont plus connus à l'étranger qu'en France.
Au Royaume-Uni, les artistes silhouettistes connurent une grande notoriété comme Edward Foster (1762-1864), Hinton Gibbs (entre 1790 et 1822) mais surtout John Miers (1758-1821) et John Field (1772-1848). Ils ouvrirent souvent des studios où se rendaient les clients. Les silhouettes profils ou personnages en pied pouvaient être coloriés ou soulignés d'or. Les scènes familiales sont aussi nombreuses parfois avec un fond aquarellé représentant un décor. Des scènes de conversation comme celle de Francis Torond, d'origine française sont réputés. 
Aux États-Unis, William Bache (1771-1845), William Henry Brown (1808-1883), William Chamberlain (entre 1790 et 1820) sont des artistes connus.
Leurs œuvres sont recherchées et passent régulièrement en salle des ventes. 
Au Japon, Ochwai Yoshiku (1833–1904) réalisa des estampes avec les silhouettes d'acteurs de Kabuki.

## Évolutions
Par la suite la technique sera utilisée par d'autres formes d’art comme le théâtre d’ombres, qui a également une longue tradition orientale.
L'illustration a également hérité de l'art des silhouettes avec des dessinateurs comme Paul Gavarni et Honoré Daumier faisant migrer le sens premier de silhouette, le profil noir-blanc, aux différences plus générales entre les corps, notamment à travers les caricatures.
L'art des silhouettes a également fait naître le genre du film-silhouette, nommé ainsi par la première réalisatrice de longs métrages d'animations, Lotte Reiniger, qui en a produit beaucoup.

## Types de silhouette

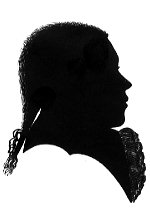
Beethoven.
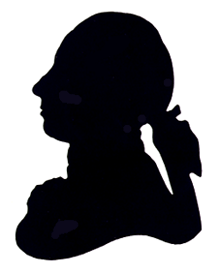
Silhouette de Georg Heinrich Sieveking.
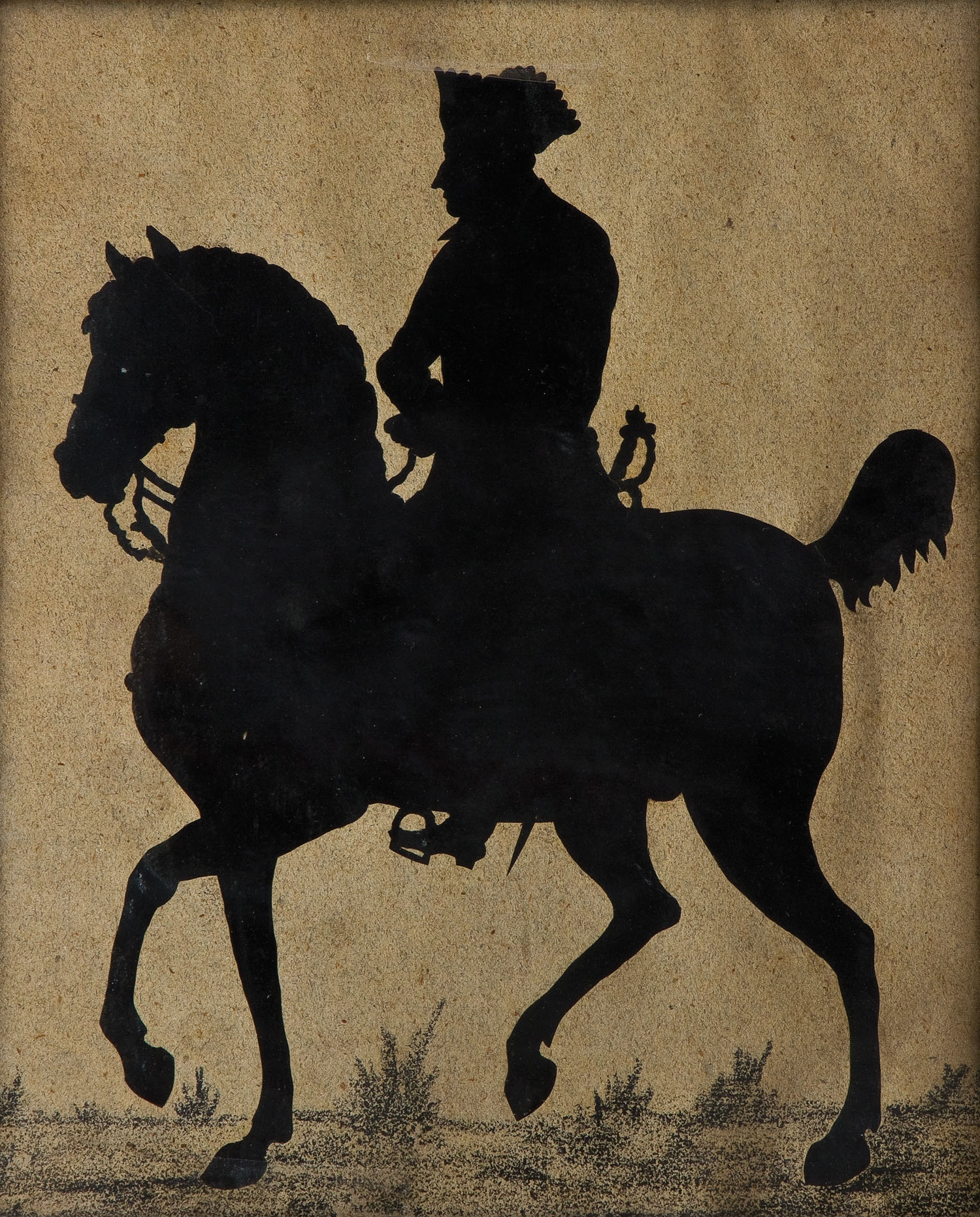
Silhouette équestre de Frédéric de Prusse.
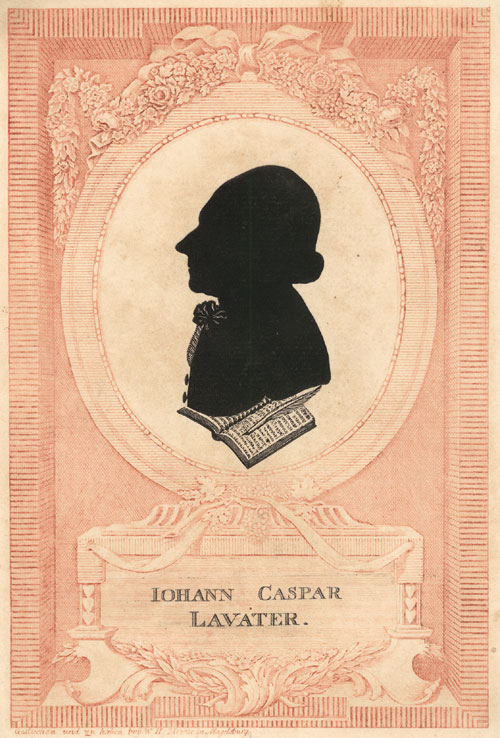
Johann Caspar Lavater.